# Heavy Machinery Services
HEAVY MACHINERY SERVICES (do 17. března 2014 INDUSTRY PLANT LG a.s., do 30. října 2013 LEGIOS a.s., do 1. září 2010 LOSTR a.s., před změnou právní formy 11. února 2002 celým názvem Lounské strojírny spol. s r.o., zkratka LOSTR s.r.o.; VKM: LGS, dříve LOSTR; IČ: 46711201) byl český výrobce a opravce železničních nákladních vagonů a výrobce náhradních dílů pro ně a patřil k největším firmám Lounska. Kromě Loun měl také výrobní závody v Horním Slavkově, Nymburku a Českých Velenicích. Společnost ovládal podnikatel František Savov.
Od rok 2014 byla společnost v insolvenčním řízení, od března 2014 byla v úpadku, v září 2014 jí byla povolena reorganizace. Ta nebyla úspěšná, v červnu 2019 byl na majetek společnosti vyhlášen konkurs. Po dobu reorganizace výroba probíhala po hlavičkou společnosti Legios Loco a. s., která si pronajímala majetek společnosti HMS. Tuto společnost ovládal také František Savov. V červnu 2019 insolvenční správkyně nájem ukončila a závod pronajala společnosti DAKO-CZ. V rámci konkursu byl lounský závod v roce 2020 prodán společnosti Traťová strojní společnost a i tento nájem byl ukončen. Nový vlastník poté majetek převedl na novou společnost Wagon Legios a. s. a výrobu do nové společnosti Wagon Lostr a. s.

## Historie podniku
Počátek společnosti Heavy Machinery Services a tudíž i tradice železničního opravárenství v Lounech se datuje do roku 1872, kdy tu začala společnost Pražsko-duchcovské dráhy budovat dílny se šesti stanovišti pro opravy parních lokomotiv a deseti pro opravy kolejových vozidel uvedené do provozu o rok později. Později se podnik přejmenoval na Dílny ČSD. Roku 1992 byla založena společnost LOSTR, s r. o. po pár měsících přejmenována na Lounské strojírny, s r. o. k účelu privatizace podniku ŽOS Louny – Železniční opravny a strojírny Louny začleněného do podniku Železničního průmyslového opravárenství se sídlem v Lounech, 11. února 2002 byla transformována na a. s. a přejmenována na původní LOSTR. Od roku 1998 kromě oprav začala i vyrábět nové vagony. Po 100% převzetí firmy od osmi původních zakladatelů dne 1. 10. 2008 společností Aliafin společnost přestěhovala své sídlo do Prahy.
Od 1. září 2010 byl zaveden nový název podniku LEGIOS a.s. Inspirací k změně názvu bylo latinské slovo „legio“, které znamená elitní jednotka nebo profesionální útvar. Jméno má symbolizovat, že společnost chce být tahounem technických změn v oboru. Právní forma LOSTRu zůstala nezměněna. Ke změně názvu se vedení podniku rozhodlo s cílem nové strategie rozvoje, kterou měla být další expanze na zahraniční trhy, přičemž cizinci jméno LOSTR údajně neumí vyslovit. Premiéru pod novým názvem firma absolvovala v září 2010 na mezinárodním veletrhu dopravních technologií InnoTrans 2010 v Berlíně.
V roce 2011 společnost převzala výrobní a opravárenský závod STASIS v Horním Slavkově, kde zahájila výrobu cisternových vozů, a Železniční opravny a strojírny Nymburk. O rok později získala ještě Železniční opravny a strojírny České Velenice.
Dne 20. března 2013 firma převedla své sídlo do Českých Velenic, kde tři měsíce nato kvůli firemní reorganizaci ukončila výrobu.

### Neprůhledná struktura a časté změny jména
Od roku 2010 začalo docházet k častým změnám jména a struktury společnosti částečně souvisejícím s kauzou daňových úniků a s kauzou úpadku. V září 2010 se Lostr přejmenoval na Legios, v říjnu 2013 na Industry plant a v březnu 2014 na Heavy machinery services. Obchodní model byl změněn a firma rozdělena na několik subjektů, z nichž některé se staraly o výrobu, jiné o opravy vagónů a jiné o obchod. Obchodní společnosti, jako je v lednu 2013 založená společnost Legios Loco se sídlem na Kypru a s jiným vlastníkem, jdou mimo úpadkové řízení a otázkou je, jak by si hospodářsky stál původní podnik, kdyby si své výrobky a služby prodával sám.
1. března 2013 se stala jediným akcionářem skupina LEGIOS GROUP PLC (Tower Bridge House, St Katharines Way, E1W 1DD Londýn, Británie), dříve CD METALS PLC. Podle některých médií (např. Týden) Legios ovládá František Savov.
30. října 2013 pak firma opět změnila název na Industry Plant LG, což podle ní souvisí se sporem se státem o nevyplacené vratky DPH.
17. března 2014 se firma v rámci reorganizace opět přejmenovala, nový název Heavy Machinery Services podle mediálního zástupce společnosti Michala Donatha odpovídá zaměření firmy, která má podle něj podepsat smlouvu se světovým výrobcem stavebních a důlních strojů na rozsáhlé dodávky jejich komponent.
7. května 2014 firma změnila vlastníka, jediným akcionářem se stala společnost XL HEAVY MACHINERY SERVICES LTD registrovaná na Kypru. Tu podle médií opět nejspíše vlastní František Savov vyšetřovaný pro daňové úniky. Podle největšího věřitele, Všeobecné úvěrové banky, Savov ovládl také celé insolvenční řízení.
V létě 2015 začal konglomerát Legios jednat jménem společnosti Legios Loco,[zdroj?] kterou vlastní kyperská společnost Kirosium Limited.

### Finanční problémy firmy
Ačkoliv se společnosti dařilo získávat významné zakázky, začala mít problém s nedostatkem financí. Společnost prostřednictvím generálního ředitele Radka Rybáčka tvrdí, že na vině byl především stát, který jí údajně dlouhodobě nezákonně zadržuje daňové vratky v hodnotě přes 800 milionů Kč. Tyto problémy začaly už v roce 2010, kdy pro podezření z daňových úniků začal firmu prověřovat policejní Útvar pro odhalování korupce a finanční kriminality. Podle podezření měla společnost v roce 2009 od firem VH Metal Trade a ÚJI Trade fiktivně nakoupit materiál k opravě železničních vozů za 588 milionů korun s cílem získat nárok na odpočet DPH nejméně 111 milionů korun. Obviněni jsou tři lidé.
Špatná platební morálka vedla dokonce v září 2013 k trestnému činu, když se jeden z věřitelů s hrozící exekucí přišel domáhat své více než půlmilionové pohledávky přímo do firmy. Generálního ředitele ale nezastihl a finanční ředitelka ho odmítla přijmout. Frustrace z vleklého odmítání komunikace ze strany firmy pomohla vyostřit situaci a věřitel ve zkratu ředitelku napadl s plynovou pistolí v ruce, přičemž byl ale následně rychle uklidněn výkonným ředitelem. Státní zástupce uznal, že šlo o čin zoufalého muže a navrhl trest na spodní hranici. Muž tak byl odsouzen jen na 2 roky s dvouletou podmínkou.

#### Insolvenční řízení
V současné době je firma kvůli platebním problémům způsobeným podle společnosti státem zadržovanými vratkami DPH v hodnotě 800 mil. Kč v insolvenčním řízení. To bylo zahájeno na podzim roku 2013 na návrh věřitele, Všeobecné úverové banky, které firma v té době dlužila asi 235 milionů Kč. Do řízení následně přihlásilo své pohledávky v tehdejší celkové výši přesahující 2 miliardy Kč 73 firem. Firma byla například k 21. listopadu 2013 jedním z největších dlužníků České správy sociálního zabezpečení v Ústeckém kraji, na odvodech pojistného na sociální zabezpečení dlužila 75,8 milionů Kč. V době zahájení řízení firma dlužila také 95 milionů Kč finančnímu úřadu. V červenci 2014 už bylo v řízení přihlášeno konečných 322 věřitelů s pohledávkami ve výši 3,285 miliardy korun. Velkou část z nich ale firma popírá. Jde o jeden z největších bankrotových procesů v České republice. Situace okolo něj je nepřehledná a provází ho mnoho nejasností a nestandardních a netransparentních kroků.

#### Snaha o vyhlášení moratoria
Společnost se snaží ochránit před věřiteli a až do března 2014 oddalovala vyhlášení úpadku. Během této snahy požádala společnost Krajský soud v Českých Budějovicích o vyhlášení moratoria, samosoudce Josef Šimek ale tento návrh, podle kterého společnost v té době dlužila 2 a čtvrt miliadry Kč, z formálních důvodů odmítl. Návrh podpořilo 50,66 věřitelů věřitelského výboru, ale souhlasy byly 20 dnů staré a skutečná výše aktuálních pohledávek tak nebyla jistá a seznam pohledávek tak podle soudce nesplnil zákonný požadavek k vyhlášení moratoria. Součástí návrhu navíc nebyla řádná auditorem ověřená účetní uzávěrka. Následně se společnost proti rozhodnutí neúspěšně odvolala k Vrchnímu soudu v Praze a úspěšné nebylo ani dovolání k Nejvyššímu soudu. Následovat mělo jednání o návrhu na zjištění úpadku a prohlášení konkurzu.

#### Nový krizový management
Mezitím začátkem února přišel do společnosti nový krizový management. Ján Brandner nahradil na pozici generálního ředitele Radka Rybáčka, který přešel na post obchodního ředitele. Po dohodě s insolvenčním správcem bylo úkolem managementu podle žádosti o odročení jednání restrukturalizovat obchodní vztahy firmy a zachránit firmu před hrozícím úpadkem. Nový management nastoupil na počátku února s tím, že chce zeštíhlit výrobu a upravit provoz, což by podle něj mělo zajistit možnost reorganizace a pokračování výroby i v případě vyhlášení úpadku, kterému se snažila společnost vyhnout. Firma uvedla, že personální změny se týkají pouze managementu a že nasmlouvané zakázky jsou zárukou toho, že stav kmenových zaměstnanců se výrazně měnit nebude a že stávající zaměstnanost 1160 lidí dlouhodobě není ohrožena.

#### Vyhlášení úpadku
13. března následovalo jednání o návrhu na zjištění úpadku a prohlášení konkurzu. To se mělo původně konat 10. února 2014 u Krajského soudu v Českých Budějovicích, na návrh dlužníka bylo ale o měsíc odloženo. 21. března 2014 byl úpadek nakonec vyhlášen, potvrdilo se tak, že společnost není schopna plnit své závazky a je v platební neschopnosti. Samosoudce Šimek prozatím připustil možnost oddlužení pomocí reorganizace. Ve hře je ale také možnost, že se věřitelé rozhodnou na příští schůzi vyhlásit konkurz na majetek. Schůzi, kde se určí způsob úpadku, soud stanovil na 14. července. Ve stejný den se bude konat další jednání soudu, kde bude soud přezkoumávat přihlášené pohledávky. Věřitelé mají podle rozhodnutí do tohoto data čas na přihlášení svých pohledávek do řízení.
Firma dále naplno vyráběla dle stávajících kontraktů a připravovala podpis nové smlouvy na dodávku strojních komponentů pro světového výrobce stavebních a důlních strojů. V rámci reorganizace se optimalizovaly stavy zaměstnanců a jejich platy především v oblasti běžných provozních potřeb a zaměstnanci se dále báli propouštění. Mediální zástupce firmy Michal Donath ale na konci března ubezpečoval, že k tomu dochází spíše výjimečně a firma naopak v některých profesích nedokáže uspokojit poptávku po zaměstnancích. Úřad práce v Lounech potvrdil, že do jeho evidence se přihlásilo 7 nezaměstnaných propuštěných z firmy, ale i ten měl obavu o další propouštění. Firma tehdy v Lounech zaměstnávala asi 1000 lidí a byla tak největším zaměstnavatelem v okrese Louny.

#### Omezení činnosti a reorganizace
V červnu 2014 ale přišly první kroky reorganizace a jako první byla ukončena výroba v závodě v Českých Velenicích. O práci přišlo skoro 100 lidí a uzavření závodu se negativně dotklo celého městečka. Společnost zaslala v červenci Krajskému úřadu návrh na reorganizaci, s kterým nejprve souhlasil věřitelský výbor a posléze ho posvětil i soud. Společnost se tak snažila maximálně zefektivnit výrobu a koncentrovat jí do jednoho hlavního závodu v Lounech a druhého v Nymburce a omezit nebo ukončit výrobu ve dvou ostatních závodech, tedy i v Horním Slavkově. Firma chtěla ušetřit uzavřením těchto areálů asi 10 mil. Kč měsíčně. Redukcí z 1160 kmenových zaměstnanců na podzim roku 2013 na 535 počátkem července 2014 (428 v Lounech, 107 v Nymburce) a snížením jejich platu o 15% prý ušetřila dalších 121 milionů korun ročně, přitom zaměstnávala ještě agenturní zaměstnance a celkový počet zaměstnaných v Lounech i Nymburce byl tak v červenci 2014 stále asi 1100.
Legios přitom v červenci 2014 získal další novou zakázku, pro německého nákladního železničního dopravce Havelländische Eisenbahn AG by měl vyrobit do konce roku 100 výsypných vozů v hodnotě přesahující 10 mil. eur a chtěl za tím účelem přibrat asi 150 pracovníků většinou s vyšší odbornou kvalifikací. K zachování výroby pomohlo i to, že se i přes potíže podniku dařilo získávat další zakázky.
Výroba tak zůstala, společnost se ale musela dál snažit šetřit a splácet svoje závazky. Měla 120 dní na přípravu podrobného reorganizačního plánu obsahujícího také způsob splacení závazků. Lhůta byla následně dále prodloužena. 9. září 2014 ustanovil samosoudce Josef Šimek znalcem společnost Bohemian Appraisal. K 30. listopadu 2014 už měla společnost jen 388 kmenových zaměstnanců.

#### Netransparentnost řízení
Všeobecná úvěrová banka, původce insolvenčního řízení a jeden z největších věřitelů, v lednu 2015 prohlásila, že insolvenční řízení doprovází řada netransparentních a nestandardních kroků. Podle banky je řízení zmanipulované. Věřitelskou schůzi, její průběh i rozhodování prý ovládly pouze společnosti s prokazatelnou vazbou na majitele firmy Františka Savova, u jejichž pohledávek prý existuje důvodné podezření, že jsou fiktivní. Přesto insolvenční správce tyto pohledávky na výzvy jiných věřitelů z hlasování nevyloučil ani je nepopřel. Společnost Heavy Machinery Services se bránila, že jde o cílenou kampaň VÚB. Podle mluvčího Michala Donatha se VÚB dopustila trestného činu poškozování věřitele, když účelově vyvolala insolvenci za účelem nepřátelského ovládnutí podniku, nikoliv pro poměrné uspokojení pohledávek všech věřitelů. František Savov k tomu uvedl, že ovládá pouze společnost, která LEGIOS financuje a že to neznamená, že ovládá samotný LEGIOS. Žádné majetkové vazby na Heavy Machinery Services podle něj nemá a nikdy neměl.
Naproti tomu server Motejlek.com přišel s tvrzením, že za Veřejnou obchodní bankou a potažmo „nájezdy“ na Heavy Machintery Services stojí KKCG podnikatele Karla Komárka. Rozhořela se tak otevřená válka mezi věřiteli a případ je další klíčovou kauzou, která naznačuje, že v české justici působí takzvaná insolvenční mafie.
Výroba přitom v lednu 2015 nadále pokračovala v Lounech a Nymburce, ale také v Horním Slavkově. Výroba z uzavřených Českých Velenic byla převedena do Nymburka. Firmě přibývaly zakázky a nabrala asi 200 zaměstnanců, celkem se tak počet všech zaměstnanců včetně agenturních podle firmy pohyboval okolo 1500. V některých provozech všech tří závodů byla zavedena třetí směna. Insolvenční správce uvedl, že kvůli insolvenci společnost přišla o zakázku na přestavbu 150 vozů pro Deutsche Bahn, mluvčí společnosti to ale popřel s tím, že zakázka běží a většina vagonů už je dodána objednavateli.

#### Podezřelé okolnosti insolvenčního řízení
Případ insolvence bývalého Legiosu má několik podezřelých zvláštností. První je, že insolvenčním správcem byl jmenován Ivo Hala, který provázel několik podezřelých konkurzů, např. ECM nebo JIP – Papírny Větřní. Podstatná část věřitelů, kteří mají pohledávky přes 3 mld. Kč, má sídlo v daňových rájích a nemají transparentní strukturu. Podle Všeobecné úvěrové banky prostřednictvím těchto firem insolvenční řízení ovládá sám majitel firmy František Savov. Mezi tyto podezřelé firmy patří Palm Partners Ltd. s pohledávkou na 550 mil. Kč (sídlo Seychely), Cashdirect s pohledávkou 28,7 mil. Kč, kterou koupilo od Savova vydavatelství Mladá fronta, a. s., nebo HS Real s pohledávkou na 153 mil. Kč vzniklou na základě úvěru od Savova spotřebního družstva Artesa. Firmy blízké Savovovi ovládly také věřitelský výbor.
Problémy s řízením má více firem a některé se bojí vystoupit veřejně. DB Schenker Rail je z firem, které u soudu vystoupily, a vyjádřila podezření, že insolvenční správce poskytuje soudu zavádějící informace, a podala seznam jednotlivých případů.
Lidové noviny také upozornily, že soud byl utvořen nesprávně, protože samosoudce Josef Šimek podle rotačního systému vůbec neměl přijít na řadu a nemá ani soudit reorganizace. Česká pozice zase měla možnost nahlédnout do původní 32 stránkové verze nezávislého posudku o ekonomické situaci dlužníka, jehož autenticitu se jí ale nepodařilo ověřit. Oproti soudu předložené upravené 9 stráknové verzi vyznívá ta původní značně v neprospěch reorganizace především z důvodů, že „zcela absentuje klíčový předpoklad pro úspěšné provedení reorganizace, a to je kooperace dlužníka a jeho managementu.“ Pro vypracování posudku navíc vyhotovitel od managementu Legiosu nedostal značnou část podkladů, takže nemohl řádně možnosti reorganizace posoudit. Ivo Hala se ale vyjádřil, že ví jen o devítistránkové verzi dokumentu a jeho autoři se odmítli k druhé verzi vyjádřit.
Do insolvenčního řízení má zájem se zapojit také konkurent bývalého Legiosu, Ostravské opravny a strojírny, které se chtějí zúčastnit zpeněžení majetku firmy.

#### Průběh reorganizace a výměna insolvenčních správců
Společnost Heavy Machinery Services na jaře 2015 oznámila další velkou zakázku. Firmě GATX, jednomu z předních evropských provozovatelů nákladní železniční dopravy, dodá 124 výsypných vozů v hodnotě stovek milionů korun. Dohoda byla podepsána ve Vídni v první polovině března a vozy by podle ní měly být dodány mezi květnem a koncem září 2015.
Firma také na jaře podepsala novou kolektivní smlouvu se zaměstnanci platnou do konce roku 2015 a podle Odborového sdružení železničářů, jež má ve firmě Heavy Machinery Services největší členskou základnu, dostávali zaměstnanci výplaty včas.
Česká správa sociálního zabezpečení vyzvala v květnu společnost, aby do konce měsíce uhradila svůj starší dluh 15,6 milionu korun pod pohrůžkou, že jej bude jinak vymáhat exekučně. Firmě tak opět hrozil konkurz.
V březnu 2015 požádal insolvenční správce Ivo Hala soud, aby ho z důvodu značných zdravotních problémů neurologického charakteru spojených s chronickou bolestí odvolal z funkce. Soud mu vyhověl a následně jmenoval novou insolvenční správkyní Petru Hýskovou. Na odchod Haly se čekalo delší dobu, protože zatím nedostal prověrku Národního bezpečnostního úřadu, kterou musí od srpna 2014 disponovat všichni zvláštní správci se zvláštním povolením řídit největší insolveční kauzy s přesunem velkých majetků, jako je tato.

#### Pokračování pod novou firmou
V létě 2015 začal konglomerát Legios jednat jménem firmy Legios Loco.[zdroj?] Oznámil novou zakázku na 300 výsypných vozů pro GATX Rail Germany GmbH, 100 má v Lounech vyrobit od listopadu do února, dalších 200 později. Kontrakt má celkovou hodnotu téměř 550 mil. Kč a zajistí práci zaměstnancům. Minulý kontrakt na 124 vozů byl dokončen v září.

## Závody a kanceláře podniku
Podnik měl 4 závody a 3 kanceláře:
- Závod Louny, Husova 402, 440 82 Louny
- Závod Horní Slavkov, Kounice 838, 357 31 Horní Slavkov
- Závod Nymburk, Boleslavská třída 418/54, 288 80 Nymburk
- Závod České Velenice, Jana Pernera 159, 378 10 České Velenice
- Kancelář Praha, Radlická 3201/14, 150 00 Praha 5
- Kancelář Curych, Kappelergasse 15, 8001 Zurich, Švýcarsko
- Kancelář Londýn, Lion House, Red Lion Street, WC1R 4GB Londýn, Velká Británie

## Činnost podniku

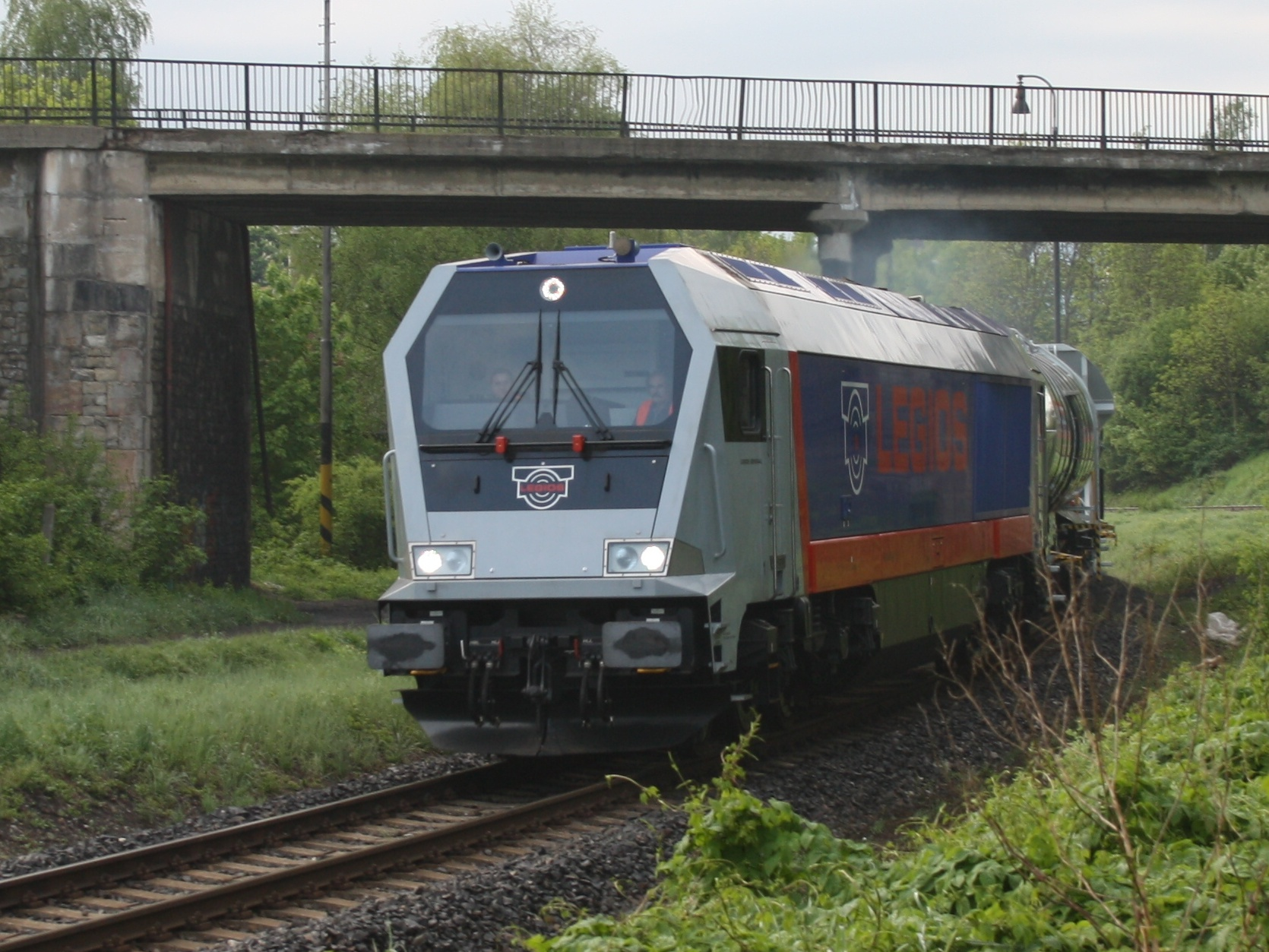
Vlak v čele s prototypem lokomotivy Legios General a s dvěma nákladními železničními vozy vyjíždí z Loun na veletrh Transport Logistic v Mnichově.

V podniku byly vyráběny především nákladní železniční vozy
- cisternové vozy
- plošinové vozy
- výsypné vozy
- a další typy

12. ledna 2010 byla podepsána licenční smlouva s německým výrobcem Voith Turbo Lokomotivtechnik, který je součásti skupiny Voith, na výrobu nákladních dieselhydraulických lokomotiv Maxima. V ČR vyráběné lokomotivy se měly jmenovat LEGIOS GENERAL 30 CC a LEGIOS PRESIDENT 40 CC, analogicky k názvům výchozích lokomotiv Maxima 30 CC a 40 CC. Motor, převodovka a rozvodná skříň měly být dodávány firmou Voith, některé další součásti lokomotiv měla firma poptávat ve výběrovém řízení u různých dodavatelů. Lokomotivy z kielské firmy Voith měly být určeny pro trhy v západních zemích, lounské pro střední Evropu. Ještě v prvním pololetí roku 2010 byla vyrobena jedna lokomotiva Maxima 30 CC určená k prezentaci a rozjezdu tohoto záměru - byla sice kompletně vyrobena rovněž v Kielu, ale s účastí českých zaměstnanců (tehdy ještě společnosti Lostr), v rámci jejich zaškolování. Široké veřejnosti pak byla poprvé představena v červenci 2010 na veletrhu Czech Raildays. Nese proto výrobní štítky Voithu, váží 126 tun a výkon má 2750 kilowattů. I přes oznámení společnosti o spuštění výroby těchto lokomotiv v Lounech  se tak nikdy nestalo a takřka jistě již ani nestane. Jednak další spolupráci s německým partnerem narušilo turbulentní dění ve firmě Legios a jednak projekt výroby lokomotiv Maxima neskončil příliš velkým úspěchem, s pouze 19 vyrobenými lokomotivami. Důvodem však není kvalita konstrukce, neboť jde o velmi spolehlivé výkonné stroje, ale malý zájem o tuto kategorii lokomotiv na evropském trhu.
Kromě novovýroby železničních vozů, lokomotiv a náhradních dílů v podniku probíhají také modernizace historických vozů, opravy vozů a revize.[zdroj?]
Firma vyrobila v letech 2008 a 2009 cca 1000 vozů ročně. Okolo 60 procent produkce podniku směřovalo do zahraničí, například do Německa, později přibyli zákazníci například z Itálie nebo Turecka. Podíl exportu však může být zavádějící, neboť mezi příjemci jsou často nadnárodně působicí pronajímací firmy, sídlící v zahraničí, dodané vozy však ve skutečnosti slouží konečným zákazníkům z ČR nebo Slovenska. Firma zaměstnávala v roce 2010 cca 820 lidí a kvůli nové výrobě lokomotiv měla v plánu přijmout asi stovku dalších. Tržby za rok 2009 činily cca 1,9 mld. Kč.
V letech 2011 a 2012 firma získala další 3 výrobní závody a v roce 2013 celkem zaměstnávala asi 1300 lidí. Na začátku roku 2014 to bylo 1160. K 30. listopadu 2014 už měla společnost jen 388 zaměstnanců.

## Dceřiné společnosti
Firma měla tyto dceřiné společnosti:
- Báňská dopravní spol. s r.o. – 20. září 2013 soud prohlásil úpadek, mezi přihlášými věřiteli je i HMS[60][61]
- Finrail s.r.o. – 15. června 2010 uzavřela s ČD Cargo leasingovou smlouvu o desetiletém pronájmu 50 cisternových vozů řady Zacns, prodejní cena činila 140 milionů Kč (bez DPH).[62] Josef Bazala, předseda představenstva ČD Cargo, byl následující den odvolán z funkce.
- MTI – Louny s. r. o. – v ČR a na Slovensku výhradní distributor dieselových motorů vyráběných v Německu firmou MTU Friedrichshafen. Podíl byl v účetním období končícím 30. září 2011 prodán společnosti Technosys.[63][64]
- SED – servis s. r. o. – firma zajišťující revizní zkoušky tlakových nádob na železničních kolejových vozidlech, buď podle legislativy platné v ČR nebo mezinárodních předpisů RID. Podíl byl v účetním období končícím 30. září 2011 prodán společnosti Technosys.[63][65]